# Erik Horskjær
Erik Horskjær (1921 – 18. marts 1976) var en dansk forfatter, som blandt andet var forfatter til 19-binds kirkeleksikonnet, De danske Kirker, som blev udgivet af Gads Forlag i 1960-70erne.

### De danske Kirker
- Bind 1: Storkøbenhavn
- Bind 2: Nordvessjælland
- Bind 3: Nordsjælland
- Bind 4: Sydvestsjælland
- Bind 5: Sydøstsjælland
- Bind 6: Lolland – Falster – Møn
- Bind 7: Nordfyn
- Bind 8: Sydfyn
- Bind 9: Vendsyssel
- Bind 10: Thy – Mors
- Bind 11: Himmerland
- Bind 12: Midtjylland
- Bind 13: Djursland, Randersegnen
- Bind 14: Østjylland
- Bind 15: Nordvestjylland
- Bind 16: Sydøstjylland
- Bind 17: Sydvestjylland
- Bind 18: Sønderjylland
- Bind 19: Bornholm, Færøerne og Grønland

## Priser
- Dansk Oversætterforbunds Ærespris (1974)